# アンドレ・ゴベール
アンドレ・ゴベール（フランス語: André Gobert, 1890年9月30日 - 1951年12月6日）は、フランス・パリ出身の男子テニス選手。フルネームは André Henri Gobert （アンドレ・アンリ・ゴベール）という。フランスのテニス界の黎明期を築いた名選手のひとりとして、最初期の全仏選手権で男子シングルス2勝・男子ダブルス1勝・混合ダブルス1勝を挙げた。ゴベールはウィンブルドン選手権やオリンピックでも活躍し、1911年のウィンブルドン選手権男子ダブルスでマックス・デキュジスとペアを組み、同選手権で史上初のフランス人優勝者になった。1912年のストックホルム五輪でも、テニスの「室内競技」で男子シングルス・男子ダブルスの金メダルを獲得した。

## 来歴
アンドレ・ゴベールは20歳の時、1911年の全仏選手権で男子シングルス・混合ダブルスの2部門を初制覇した。男子シングルス決勝ではモーリス・ジェルモー（1882年 - 1958年）を破り、混合ダブルスではマルグリット・ブロクディス（1893年 - 1983年）とペアを組んで初優勝した。当時の全仏選手権は、出場資格がフランス人選手のみに限定され、選手のフルネームや準優勝者、試合結果の正確な記録が残っていないものが多い。男女・混合ダブルスの場合は、当時の大会記録は優勝ペアしか残されていない。そのため、ゴベールが初優勝した試合結果も欠落している。この年、フランス人選手たちが初めてウィンブルドン選手権に遠征した。ゴベールとマックス・デキュジスは、男子ダブルス決勝でジョシア・リッチー&アンソニー・ワイルディング組を 9-7, 5-7, 6-3, 2-6, 6-2 で破り、フランス人のテニス選手として最初のウィンブルドン優勝者になった。翌1912年の遠征で、ゴベールは男子シングルスの「チャレンジ・ラウンド」決勝まで進出したが、アーサー・ゴアに 7-9, 6-2, 5-7, 1-6 で敗れ、大会前年優勝者ワイルディングとの「オールカマーズ・ファイナル」進出を逃した。男子ダブルス決勝でも、ゴベールとデキュジスはハーバート・ローパー・バレット&チャールズ・ディクソン組に 6-3, 3-6, 4-6, 5-7 で敗れて2連覇を逃している。
1912年のストックホルム五輪では、テニス競技は通常の屋外競技に加えて「室内競技」（オリンピック記録では“Indoor Courts”と記載）の2種類が実施された。ゴベールが男子シングルス・ダブルスの金メダルを獲得したのは「室内競技」部門である。男子シングルス決勝では、ゴベールはイギリス代表のチャールズ・ディクソンを 8-6, 6-4, 6-4 のストレートで破って優勝した。男子ダブルスではモーリス・ジェルモーとペアを組み、決勝で地元スウェーデンのカール・ケンペ&グンナー・セッターウォール組に 4-6, 14-12, 6-2, 6-4 で競り勝った。この変則的な方式の大会では、屋外競技は男子シングルス67名、男子ダブルス31組で優勝を争ったのに対して、室内競技は男子シングルス25名、男子ダブルス11組の戦いであった。室内競技は前回の1908年ロンドン五輪でも実施されたが、ロンドンとストックホルムの2大会のみで廃止された。
1914年に第1次世界大戦が勃発し、各種のスポーツ競技大会も戦争のため開催が中断された。1918年11月の世界大戦終結後、全仏選手権の再開は1920年までかかった。終戦後に再開した最初の大会で、ゴベールは男子シングルス決勝でマックス・デキュジスを 6-3, 3-6, 1-6, 6-2, 6-3 で破り、9年ぶり2度目の優勝を飾る。翌1921年、ゴベールはウィリアム・ローレンツとペアを組み、全仏選手権の男子ダブルスで初優勝した。それまで長年の間、全仏の男子ダブルスはデキュジス&ジェルモー組が君臨を続け、2人は1904年から1920年までの間に10勝を挙げていた。全仏選手権が国際大会となり、フランス人以外の選手たちにも出場資格が与えられた1925年が、ゴベールの最後の全仏出場になる。この時は第16シードからベスト8まで勝ち進んだが、インドのシドニー・ヤコブとの準々決勝を途中棄権した。 フランスのテニス界の黎明期を築いたアンドレ・ゴベールは、1951年12月6日にパリで61歳の生涯を閉じた。

## 主な成績
- 全仏選手権 男子シングルス：2勝（1911年・1920年）/男子ダブルス：1勝（1921年）/混合ダブルス：1勝（1911年）
- ウィンブルドン選手権 男子ダブルス：1勝（1911年）
- オリンピック 1912年ストックホルム五輪：室内競技、男子シングルス・男子ダブルス金メダル